# Береке (Атырауская область)
Береке (каз. Береке, до 2000 г. — Па́мять Ильича́) — село в Атырауской области Казахстана. Находится в подчинении городской администрации Атырау. Входит в состав Алмалинского сельского округа. Код КАТО — 235637200.

## Население
В 1999 году население села составляло 477 человек (234 мужчины и 243 женщины). По данным переписи 2009 года, в селе проживало 1078 человек (532 мужчины и 546 женщин).